# 김만흠
김만흠(金萬欽, 1957년 2월 13일 ~ )은 대한민국의 전 국회입법조사처장이다.

## 경력
- 1981년 서울대학교 정치학 학사
- 1984년 서울대학교 정치학 석사
- 1991년 서울대학교 정치학 박사
- 1994년 ~ 2001년 서울대학교 사회과학연구원 특별연구원
- 1994년 ~ 2006년 참여연대 실행위원, 자문위원
- 1998년~ 1999년 민주개혁국민연합 정책위원장
- 2001년 ~ 2002년 미국 사우스캐롤라이나 대학교 정치학과 방문학자
- 2003년 ~ 2006년 국가인권위원회 인권위원
- 1989년 ~ 2004년 가톨릭대 강사, 교수
- 2004년 ~ 2015년 CBS객원해설위원
- 2004년 ~ 2020년 (사) 한국정치아카데미 이사장(2004-7), 원장
- 2008년 제18대 국회의원 선거구 획정위원
- 2010년 한국정치학회 부회장
- 2015년 ~ 2020년 10월 KBS 객원해설위원
- 2019년 ~ 2020년 10월 서울신문 독자권익위원장
- 2020년 11월~2022년 8월 대한민국 국회입법조사처장
- 2022년 11월~  한성대학교 석좌교수
- 2024년 2월~2024년 2월 개혁신당 공동 정책위의장
- 2024년 2월~ 2024년5월 새로운미래 정책위원회 의장
- 2024년 3월~2024년 4월 새로운미래 제22대 국회의원 선거 선거대책위원회 선거대책본부 정책본부장

## 주요 저서
- <포퓰리즘의 정치전쟁/종교화된 진영정치> (한울, 2022)
- <김만흠의 15분 정치학 강의> (한울, 2017)
- <새정치난상토론>3인 대담집 (이지북, 2013)
- <정당정치 안철수 현상과 정당재편> (한울, 2012>
- <새로운 리더십 분열에서 소통으로> (한울, 2007>
- <민주화 이후의 한국정치와 노무현 정권> (한울, 2006)
- <전환시대의 국가체제와 정치개혁> (한울, 2001)
- <한국정치의 재인식> (풀빛, 1996)
- <18대 대선과 정치평론> 공저(인간사랑, 2014)
- <한국의 언론정치와 지식권력> 공저 (당대, 2004)
- <한국사회문제> 공저 (방송대출판부, 2002)
- <정치학> 공저 (대왕사, 1993) 등

## 주요 방송 평론 활동
2020년 10월까지 국회방송(NATV) 의정종합뉴스 [뉴스N] 앵커를 했다. 1990년대 후반 cbs의 [시사자키]에서 정치시평, 이후 2004-2015년 cbs 객원해설위원, 2015-2020년 10월 KBS 객원해설위원으로 활동했다. 2007-8년 국회방송(NATV) 시사토론 프로그램 <좋은세상 열린토론>, 2017-2019 <직언직설 토론당당>, 2015-2020 TBS라디오 [열린아침 김만흠입니다](평일/일요일), 2017년 [MBN 뉴스와이드], 2017-18년 [MBN 시사스페셜], 2018-2020 Ktv [쟁점토론]을 진행했다. KBS1라디오 생방송 <열린토론> 수요스페셜의 패널을 2010년부터 3년간, 2015년부터 <공감토론>으로 다시 시작한 수요일의 '직격인터뷰'의 패널을 2016년까지 맡았다. 2014년부터 2017년 5월까지 MBC라디오 <세계는 우리는>의 '금요 정치방담' 패널을 맡았다. KBS <심야토론>, MBC <백분토론>, SBS <시시비비>, 채널A <쾌도난마>, <시시비비> 등의 토론 패널로 참여했고, 각종 시사 뉴스의 정치해설을 해왔다. 17대 총선 이래 총선과 대선의 개표 해설 방송을 했고, 2017년 19대 대선 더불어민주당 후보경선 TV토론과 국민의당 후보경선 호남권 TV토론 사회를 맡았다. 2014년 6.4 지방선거에서 <한국방송기자클럽> 6개사(KBS MBC SBS CBS YTN MBN) 동시 생방송 '서울시장후보(정몽준 박원순)초청토론회'와 '경기도지사후보(남경필 김진표)초청토론회'의 사회를 맡았다.

## 역대 선거 결과
| 실시년도 | 선거  | 대수 | 직책     | 선거구   | 정당       | 득표수    | 득표율         | 순위         | 당락 | 비고 |
| -------- | ----- | ---- | -------- | -------- | ---------- | --------- | -------------- | ------------ | ---- | ---- |
| 2024년   | 총선  | 22대 | 국회의원 | 비례대표 | 새로운미래 | 483,827표 | \| \| 1.70% \| | 비례대표 6번 | 낙선 |      |
|          | 1.70% |      |          |          |            |           |                |              |      |      |

|  | 제1대 개혁신당 공동정책위의장 2024년 2월 12일~2024년 2월 20일 |

|  | 제1대 새로운미래 정책위의장 2024년 2월 20일~2024년 5월 | 후임 김찬훈 |